# 石峡湾乡
石峡湾乡，是中华人民共和国甘肃省定西市安定区下辖的一个乡镇级行政单位。

## 行政区划
石峡湾乡下辖以下地区：
九岔村、新建村、长川村、景子岔村、三泉村、大泉湾村、三岔村、清水村、站湾村、石峡湾村和三湾村。